# Mantsjoel
De Oekraïense berg Mantsjoel (Oekraïens: Манчул) is een bergpiek in de Karpaten met een hoogte van 1.501 meter. Mantsjoel is gesitueerd in de oblast Transkarpatië en valt in het beschermde bergmassief Oeholsko-Sjyrokoloezjansky, onderdeel van het Karpatisch Biosfeerreservaat.

## Wandelroute
De kortste route naar de Mentsjoel begint vanaf de rivier Tereblja ter hoogte van het dorp Meresjor. Het begin van de wandelroute loopt door eeuwenoude beukenbossen en stijgt snel. Waar de bossen ophouden volgen hellingen met hooggebergtevegetatie. Al gauw na het verlaten van de bossen volgt de eerste bergtop, de «Maly Mantsjoel» (Nederlands: Kleine Mantsjoel) die een hoogte heeft van 1.343 meter. Na een klim van bijna 160 meter wordt vervolgens de Mantsjoel (1.501 meter) bereikt.